# Association québécoise de l'industrie du disque, du spectacle et de la vidéo
 (janvier 2025).
Si vous disposez d'ouvrages ou d'articles de référence ou si vous connaissez des sites web de qualité traitant du thème abordé ici, merci de compléter l'article en donnant les références utiles à sa vérifiabilité et en les liant à la section « Notes et références ».
L’Association québécoise de l'industrie du disque, du spectacle et de la vidéo, plus connue sous l'acronyme ADISQ, est une association professionnelle à but non lucratif fondée en 1978 qui vise à promouvoir l'industrie de la musique au Québec. Elle organise notamment les galas de l'ADISQ où sont remis les prix Félix récompensant les artistes de la musique du Québec.

## Description
L'Association québécoise de l'industrie du disque, du spectacle et de la vidéo (ADISQ) défend les intérêts de ses membres et favorise le développement de l'industrie de la musique au Québec. 

## Histoire
Son premier mandat consistait à produire deux activités majeures de promotion pour l'industrie québécoise de la musique :
- Depuis sa création, l'ADISQ est chargée de l'organisation d'un stand collectif (« Musique du Québec ») et de la coordination de la participation de ses membres au MIDEM;
- À partir de 1979, production d’un gala annuel télévisé visant à récompenser les artistes, artisans et professionnels de l'industrie de la musique. L'ADISQ produit aussi L'Autre gala de l'ADISQ depuis 2003. Dans le cadre de ces deux galas, l'ADISQ remet ses prix Félix.

Son mandat est augmenté quelques années plus tard. Elle effectue des représentations auprès des pouvoirs publics, tels que le gouvernement du Québec et le gouvernement du Canada, sur les questions concernant :
- les politiques générales de l'industrie du disque, du spectacle et de la vidéo ;
- le financement de cette industrie ;
- la défense des droits des producteurs ;
- la réglementation de la radiodiffusion.

L'ADISQ a été l'initiatrice du projet urbain du Quartier des spectacles à Montréal. Le concept a été présenté par Jacques K. Primeau (président de l'ADISQ de l'époque) pour la première fois au Sommet de Montréal en 2002.
L'ADISQ est membre de la Coalition pour la diversité des expressions culturelles.

### Présidence
La liste suivante recense les titulaires à la présidence de l'ADISQ. 
- Gilles Talbot (1978 à 1979)
- Claude Ranallo (1979 à 1980)
- Guy Latraverse (1980 à 1981)
- Yvan Dufresne (1981 à 1982)
- Michel Gélinas (1982 à 1985)
- Denys Bergeron (1985 à 1986)
- Alain Paré (1986 à 1987)
- André Di Cesare (1987 à 1989)
- André Ménard (1989 à 1991)
- Michel Sabourin (1991 à 1993)
- Rosaire Archambault (1993 à 1995)
- Michel Bélanger (1995 à 1997)
- Pierre Rodrigue (1997 à 2000)
- Jacques K. Primeau (2000 à 2003)
- Yves-François Blanchet (2003 à 2006)
- Paul Dupont-Hébert (2006 à 2008)
- Claude Larivée (2008 à 2021)
- Ève Paré (depuis 2021)[1]